# Helena Šikolová
Helena Šikolová (* 25. března 1949 Jablonec nad Nisou), provdaná Balatková, je bývalá česká běžkyně na lyžích a reprezentantka Československa.
Na Mistrovství světa 1970 ve Vysokých Tatrách se v závodě na 10 km umístila na čtvrtém místě. Největšího úspěchu dosáhla na Zimních olympijských hrách 1972, kde na trati 5 km vybojovala bronzovou medaili. Kromě této distance zde také startovala v závodě na 10 km (7. místo) a ve štafetě 3×5 km (6. místo).
Běhu na lyžích se věnovaly rovněž její dcery Kateřina (manželka Lukáše Bauera), Helena a Petra.